# Eneriko Buliruarua

a Compétitions nationales et continentales officielles uniquement.

b Matchs officiels uniquement.
Dernière mise à jour le 6 février 2025.
Eneriko Buliruarua, né le 23 janvier 1997 aux Fidji, est un joueur international fidjien de rugby à XV. Il joue aux postes de centre, d'ailier ou d'arrière.

## Carrière

### En club
Né à Vaturova, aux Fidji, Eneriko Buliruarua commence à jouer au rugby dans son pays natal, et passe par la Marist Brothers High School (en) de Suva. Avec l'équipe de son lycée, il participe au championnat national lycéen en 2015, où son équipe s'incline en finale,.
En juin 2016, il signe un contrat espoir avec le club français du RC Toulon, évoluant en Top 14. Il joue dans un premier temps en Espoir avec le club varois, avant de connaître ses premières feuilles de match avec l'équipe professionnelle lors de la saison 2017-2018, à l'occasion des déplacements à Castres et La Rochelle, sans toutefois entrer en jeu,. 
Il dispute finalement son premier match le 3 mars 2018 contre le Lyon OU, lorsqu'il entre en jeu à la 12e minute à la place de JP Pietersen blessé. Il joue un total de trois rencontres lors de sa première saison, dont une titularisation à l'aile contre Pau. Lors de ce match contre la Section, il inscrit un doublé,.

Malgré ces débuts professionnels encourageants, il n'est pas utilisé avec l'équipe première lors de la saison suivante. Il remporte néanmoins le titre de champion de France Espoir avec le club toulonnais, en étant titulaire au poste d'arrière lors de la finale gagnée face à La Rochelle,. À la fin de cette saison, il obtient également le statut de JIFF (jeune issu de la formation française) grâce à ses trois années passées au sein du centre de formation toulonnais.
En 2019, il rejoint le CA Brive, qui vient d'être promu en Top 14, pour un contrat de deux saisons,. Avec son nouveau club, il est titulaire dès le premier match de la saison, contre Pau, au poste de second centre. La semaine suivante, il est remplaçant face au SU Agen, et reçoit d'un carton rouge quelques minutes après son entrée en jeu en seconde mi-temps, pour un placage dangereux. Pour ce geste, il écope d'une suspension de huit semaines après un passage par la commission de discipline. 
Par la suite, n'est utilisé par le club briviste qu'en Challenge européen, avant le mois de février 2020, et le tournoi de rugby à sept d'exhibition Supersevens 2020. Lors de ce tournoi, il dispute trois rencontres et inscrit trois essais, et se révèle être un des meilleurs joueurs de son équipe,. Il enchaîne ensuite avec trois matchs de Top 14 joués lors de ce même mois de février, avant de disparaître à nouveau des feuilles de matchs pour le reste de la saison. Lors de sa première saison à Brive, il joue finalement un total de neuf matchs, dont cinq en Top 14, et inscrit deux essais.

Il s'impose réellement comme un titulaire indiscutable au poste de second centre lors de sa seconde saison au club, et forme alors une paire de centre joueuse et efficace avec le sud-africain Nico Lee (en),. Il dispute vingt-trois rencontres lors de la saison, et inscrit quatre essais.
En janvier 2021, alors qu'il arrive au terme de son contrat avec le CA Brive, il est annoncé qu'il rejoint le Stade rochelais à partir de la saison 2021-2022,.
Au bout d'une saison à La Rochelle, où il ne parvient pas à s'imposer devant la concurrence de joueurs comme Jonathan Danty ou Jérémy Sinzelle, il décide de quitter le club pour rejoindre l'Aviron bayonnais, récemment promu en Top 14,.
Assez peu utilisé lors de ses deux saisons à Bayonne, il s'engage pour deux saisons avec l'USA Perpignan, à compter de la saison 2024-2025 de Top 14.

### En équipe nationale
Eneriko Buliruarua fait partie du groupe d'entraînement de la sélection fidjienne des moins de 20 ans en 2015, mais ne sera finalement pas sélectionné dans le groupe retenu pour disputer le Trophée mondial des moins de 20 ans,.
En juin 2021, il est sélectionné avec équipe des Fidji par Vern Cotter pour préparer la double confrontation contre la Nouvelle-Zélande,. Il fait ses débuts en sélection lors du premier test-match, le 10 juillet 2021 à Dunedin.